# The Gathering (album d'Infected Mushroom)
Pour les articles homonymes, voir The Gathering.
Albums de Infected Mushroom
Classical Mushroom
(2000)
The Gathering est le premier album du groupe Infected Mushroom, sorti le 28 avril 1999.

## Titres
1. Release Me – 8:29
2. The Gathering – 7:44
3. Return of the Shadows – 8:13
4. Blue Muppet – 8:09
5. Psycho – 8:38
6. Montoya Rmx – 8:20
7. Tommy the Bat – 7:29
8. Virtual Voyage – 8:24
9. Over Mode – 8:36